# Bolitoglossa taylori
Bolitoglossa taylori е вид земноводно от семейство Plethodontidae.

## Разпространение
Видът е разпространен в Панама.